# Okręty podwodne projektu 667B
Okręty podwodne projektu 667B (NATO: Delta I) typ radzieckich okrętów podwodnych o napędzie atomowym, przenoszących dwanaście pocisków balistycznych R-29 (NATO: SS-N-8 Mod 1) klasy SLBM.
Począwszy od 1971 roku w szybkim tempie postępowały prace nad budową okrętów projektu 667B (NATO: Delta I). W tym roku w Siewierodwińsku rozpoczęto budowę okrętu prototypowego tego projektu – K-279, który przyjęto do służby 27 grudnia 1972. Do 1977 r., zbudowano 10 okrętów w Siewierodwińsku i osiem w Komsomolsku nad Amurem. Okręty tego typu dysponowały wypornością ok. 9000 ton na powierzchni oraz kadłubem przedłużonym o 11 metrów w porównaniu z okrętami 667A. W większości pozostałych aspektów oba projekty były podobne.
Specyfikacja wstępna tego projektu została zatwierdzona w 1965 roku. Projekt został rozrysowany w Centralnym Biurze Projektowym nr 18. Kadłub sztywny tych okrętów składał się z dziesięciu sekcji, zaś cały okręt tego projektu posiadał większą wyporność i rozmiary niż okręty 667A. 667B posiadały 12 pionowych wyrzutni pocisków balistycznych SLBM R-29, których zasięg  pozwalał tym okrętom przeprowadzać stałe patrole z wód przyległych do Związku Radzieckiego, a nawet odpalać pociski wprost z samej bazy.
Podwodne odpalenie tych pocisków mogło być przeprowadzone z okrętów 667B za pomocą jednej salwy przy prędkości podwodnej do 5 węzłów. Okręty te były w znacznym stopniu zautomatyzowane, co redukowało czas procedur przedstartowych  do 1/5 czasu niezbędnego na okrętach projektu 667A. W celu osiągnięcia wymaganego poziomu celności pocisków, okręty te dysponowały systemem nawigacyjnym Tobol-B, zawierającym także system nawigacji i łączności satelitarnej Cyklon-B.
Konstrukcja okrętów projektu 667B, stała się baza projektową nowszego typu okrętów projektu 667BD. skonstruowanego w celu powiększenia liczby przenoszonych przez okręt pocisków SLBM.